# Castillo de Maella
El castillo de Maella (Bajo Aragón-Caspe), o castillo del Conde de Aranda es un castillo en ruinas situado en la parte alta del municipio zaragozano de Maella.

## Historia
El castillo es de origen medieval y perteneció durante los siglos XIII a XV a la orden de Calatrava. Posteriormente pasó por diferentes manos y en el siglo XVI fue convertido en palacio, periodo al que correspondeb los restos que se ven hoy. Tiempo después perteneció a la familia Abarca de Bolea que recibieron el título de condes de Aranda, y dieron al edificio el nombre con que también se le conoce. Durante las guerras carlistas fue destruido.

## Descripción
El palacio es un edificio cuadrado de una veintena de metros de lado, de dos pisos y con un patio central. Conserva puertas de estilo gótico tardío con arcos de diferente tipo. Por fuera, hay restos de un lienzo de muralla con torres semicilíndricas. Se encuentra en un estado de conservación lamentable lo que hace que esté incluido en la Lista roja de patrimonio en peligro (España).